# Agarose-Gelelektrophorese

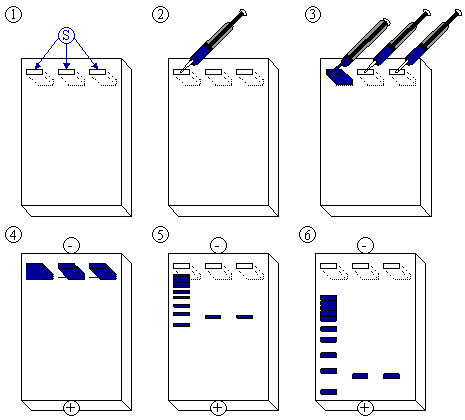
Schematische Darstellung der Elektrophorese, Laufrichtung ist nach unten

Die Agarose-Gelelektrophorese ist eine biochemische und molekularbiologische Methode, in der Nukleinsäure-Stränge (RNA oder DNA) durch eine Gelelektrophorese nach ihrer Größe getrennt werden, um ihre Größe und Masse durch Vergleich mit DNA-Strängen bekannter Größe zu bestimmen.

## Prinzip

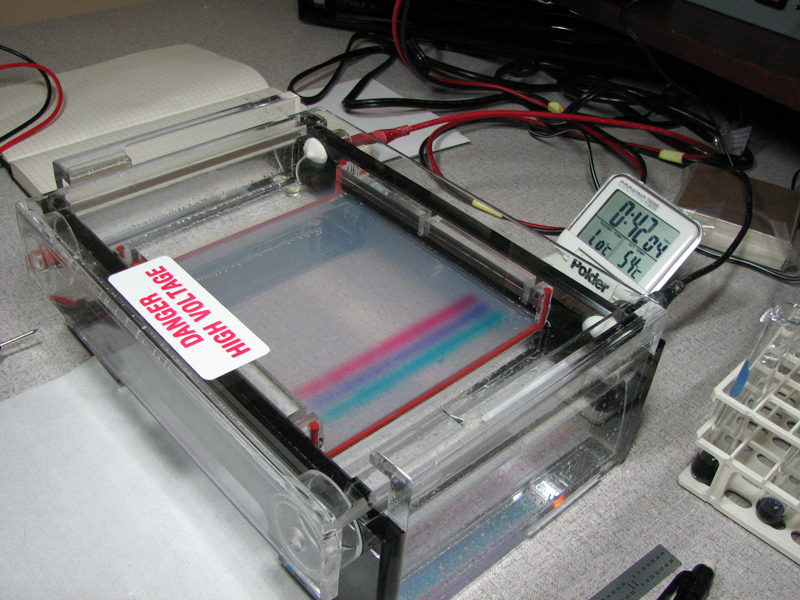
Agarosegelektrophorese nach etwa einem Fünftel der Dauer, die Laufrichtung ist nach oben links

Agarosepulver wird durch kurzes Aufkochen in einem Elektrophoresepuffer gelöst, z. B. in TRIS-Essigsäure-EDTA-Puffer (TAE-Puffer), in TRIS-Borsäure-EDTA-Puffer (TBE-Puffer), in Natriumborat-Puffer oder in Lithiumborat-Puffer. Durch Abkühlen bildet sich ein Gel der Agarose, deren kettenförmigen Moleküle über Wasserstoffbrücken quervernetzt sind. Die Gelkonzentration liegt dabei meist zwischen 0,5 und 3 % (m/V). Je höher die Agarose konzentriert ist, desto kleiner sind die Poren, die sich in dem Gel befinden und desto fester wird das abgekühlte Gel.
Die Proben werden vor einer Elektrophorese mit Probenpuffer versetzt, der zur Markierung der Laufmittelfront mit anionischen Farbstoffen versetzt wurde. Die Gelelektrophorese funktioniert wie ein Sieb für Moleküle, bei dem größere Moleküle stärker zurückgehalten werden als kleinere. Bei Anlegen eines elektrischen Feldes, das einen Ionenstrom der benutzten Elektrolyte bewirkt, ziehen die negativ geladenen Nukleinsäure-Moleküle in Richtung des Pluspols durch die Gelmaschen, wodurch eine Auftrennung der Stränge nach ihrer Größe ermöglicht wird. Die Abschätzung der Größe erfolgt anhand einer DNA-Leiter.
Das Gel enthält entweder einen DNA-bindenden Farbstoff bereits bei der Herstellung (meistens Ethidiumbromid), oder im Probenpuffer (Kristallviolett) oder das Gel wird nach der Elektrophorese mit einem DNA-bindenden Farbstoff gefärbt, wie Methylenblau, Stains-all oder Ethidiumbromid. Dadurch entsteht ein charakteristisches, nach Länge sortiertes Bandenmuster der Bereiche im Gel mit Nukleinsäuren unterschiedlicher Länge, das zur anschließenden fotografischen Dokumentation der Banden der getrennten DNA-Moleküle verwendet wird. Bei Fluoreszenzfarbstoffen wie Ethidiumbromid ist oftmals eine Beleuchtung des Agarosegels mit UV-Licht und ein UV-Filter an der Fotokamera erforderlich. Bei einer anschließenden Gel-Extraktion zur Rückgewinnung der Nukleinsäuren wird die UV-Bestrahlung so kurz wie nötig durchgeführt, um DNA-Schäden zu vermeiden.
Für kürzere DNA-Sequenzen (unter 500 bp) werden meist höherprozentige Agarosegele oder Polyacrylamidgele verwendet. Varianten der Agarose-Gelelektrophorese sind z. B. der Electrophoretic Mobility Shift Assay und die Pulsed-Field-Gelelektrophorese.

## Molmassenbestimmung
Die Anzahl an Basen oder Basenpaaren ist proportional zur Kettenlänge und näherungsweise proportional zur jeweiligen Molmasse. Durch Vergleich mit einer DNA-Leiter kann die Länge einer DNA oder RNA bestimmt werden.